# Benahavís (kommunhuvudort)
Benahavís är en kommunhuvudort i Spanien.   Den ligger i provinsen Provincia de Málaga och regionen Andalusien, i den södra delen av landet, 400 km söder om huvudstaden Madrid. Benahavís ligger 189 meter över havet och antalet invånare är 2 275.
Terrängen runt Benahavís är varierad. Närmaste större samhälle är Marbella, 14,3 km öster om Benahavís. 